# 友聯世界
友聯世界發展有限公司（前港交所上市編號：0270.HK）是在1973年1月5日成立，主要業務是地產和投資業務。
直至1987年，粵海集團（廣東控股前身）收購本公司，現時更名為粵海投資，是在1988年7月12日開始。

## 外部連結
- 粵海投資資料 （页面存档备份，存于）